# Birmingham Bulls (ECHL)
Die Birmingham Bulls waren eine US-amerikanische Eishockeymannschaft aus Birmingham, Alabama. Das Team spielte von 1992 bis 2001 in der East Coast Hockey League.

## Geschichte
Die Cincinnati Cyclones wurden 1990 als Franchise der East Coast Hockey League gegründet. Zwei Jahre später erhielt ihr damaliger Besitzer Doug Kirchoffer die Rechte für ein Franchise der International Hockey League, woraufhin er die IHL-Lizenz für die Cyclones gebrauchte und die ECHL-Lizenz nach Birmingham, Alabama, umsiedelte. Das dort ansässige Team erhielt anschließend den Namen Birmingham Bulls in Anlehnung an mehrere ehemalige Eishockey-Franchises aus der Stadt. Ihre erfolgreichste Spielzeit absolvierten die Birmingham Bulls in der Saison 1993/94. Nachdem sie zunächst die reguläre Saison auf dem zweiten Platz der West Division abgeschlossen hatten, scheiterten sie in den Playoffs um den Kelly Cup nach Siegen über die Huntsville Blast und Louisville Icehawks erst in der dritten Runde mit 1:3 Siegen in der Best-of-Five-Serie an den Raleigh IceCaps. In der Folgezeit kam das Team aus Alabama nie mehr über die zweite Playoff-Runde hinaus, ehe es im Anschluss an die Saison 2000/01 nach Atlantic City, New Jersey, umgesiedelt wurde, wo es in den folgenden Jahren unter dem Namen Atlantic City Boardwalk Bullies am Spielbetrieb der ECHL teilnahm.

## Saisonstatistik
Abkürzungen: GP = Spiele, W = Siege, L = Niederlagen, T = Unentschieden, OTL = Niederlagen nach Overtime SOL = Niederlagen nach Shootout, Pts = Punkte, GF = Erzielte Tore, GA = Gegentore, PIM = Strafminuten
| Saison  | GP | W  | L  | T | OTL | SOL | Pts | GF  | GA  | Platz         | Playoffs                        |
| 1992/93 | 64 | 30 | 29 | — | 5   | —   | 65  | 290 | 313 | 6., West      | nicht qualifiziert              |
| 1993/94 | 68 | 44 | 20 | — | 4   | —   | 92  | 340 | 268 | 2., West      | Niederlage in der dritten Runde |
| 1994/95 | 68 | 26 | 38 | — | 4   | —   | 56  | 273 | 325 | 6., West      | Niederlage in der zweiten Runde |
| 1995/96 | 70 | 26 | 39 | — | 5   | —   | 57  | 258 | 360 | 6., South     | nicht qualifiziert              |
| 1996/97 | 70 | 36 | 25 | 9 | —   | —   | 81  | 291 | 296 | 2., South     | Niederlage in der zweiten Runde |
| 1997/98 | 70 | 39 | 23 | 8 | —   | —   | 86  | 293 | 257 | 2., Southwest | Niederlage in der ersten Runde  |
| 1998/99 | 70 | 37 | 29 | 4 | —   | —   | 78  | 251 | 267 | 3., Southwest | Niederlage in der zweiten Runde |
| 1999/00 | 70 | 29 | 37 | — | 4   | —   | 62  | 255 | 297 | 8., Southwest | nicht qualifiziert              |
| 2000/01 | 72 | 28 | 40 | 4 | —   | —   | 60  | 224 | 296 | 8., Southwest | nicht qualifiziert              |

## Team-Rekorde

### Karriererekorde
Spiele: 371  Craig Lutes
Tore: 159  Jamey Hicks
Assists: 314  Jamey Hicks
Punkte: 473   Jamey Hicks
Strafminuten: 1361  Jerome Bechard

## Bekannte Spieler
- Dany Bousquet
- Josh MacNevin
- Brad Smyth